# Амадора-Эшти (станция метро)
«Амадо́ра-Э́шти» (порт. Amadora Este) — станция Лиссабонского метрополитена. Находится в восточной части города Амадора (пригород Лиссабона), одна из трёх станций, находящихся за границей Лиссабона (две других — «Алфорнелуш» и «Одивелаш»). Расположена на Синей линии (Линии Чайки) между станциями «Алфорнелуш» и «Реболейра». Открыта 15 мая 2004 года. Название дословно переводится с португальского как «Амадора-Восток», что связано с расположением на востоке Амадоры. Расположена в районе Фалагейра.

## Описание
Конструкция станции, созданная архитектором Леополду ди Алмейда Роша, схожа с соседней станцией «Алфорнелуш» (так как открыта с ней в один день) и железнодорожной станцией «Тельейраш», открытой в 2002 году. Станция, в основном состоит из большого зала со слегка закругленным потолком и выходами в город, расположенными на втором этаже. Станция оборудована тремя лифтами для людей с ограниченными возможностями. Проектированием дизайна станции занималась живописец Граса Мораиш. Она решила преобразовать станционный зал таким образом, чтобы он не вызывал дискомфорта у людей, страдающих клаустрофобией. Для этого потолок и колонны были окрашены в небесно-голубой цвет, а элементы декора выполнены в песочных тонах. В западном и восточном торцах зала, над тоннелем, созданы картины на природную тематику, среди которых преобладают контуры листьев клёна.
С апреля 2016 года перестала быть конечной после открытия станции «Реболейра».

## Галерея
- Поезд на станции
- Пропускные турникеты
- Спуск на платформу
- Выезд из тоннеля
- Посадочная платформа
- Посадочная платформа